# Gilles Mimouni
Gilles Mimouni (ur. 1956) – francuski architekt i filmowiec. Znany jest głównie jako reżyser dreszczowca romantycznego Apartament (L’Appartement, 1996) z udziałem Vincenta Cassela i Moniki Bellucci, a także jako producent wykonawczy amerykańskiego remake’u Apartament (Wicker Park, 2004). Zrealizował także Jeden, dwa, trzy, złodzieje (Un, deux, trois, voleurs, 2011) z Isabelle Carré i Nicolasem Cazalé.